# Belfort van Rue
Het Belfort van Rue is een belforttoren in de Franse stad Rue in het departement Somme. Het belfort is een van de belforten in België en Frankrijk op de Werelderfgoedlijst van UNESCO.

## Geschiedenis
Nadat de graaf van Ponthieu het gemeenterecht aan Rue had verleend werd begonnen met de bouw van het belfort, in 1214. Tijdens de Honderdjarige Oorlog werd het zwaar beschadigd en in de 15e eeuw werd een nieuw belfort gebouwd, waarvan de benedenste geleding van het huidige belfort nog afkomstig is. In 1860 werden de bovenste geledingen herbouwd en in 1926 werd het belfort geklasseerd als monument historique. Twee neogotische gebouwen werden aan het belfort toegevoegd en deze dienden tot 1969 als stadhuis.

## Gebouw
Het belfort, in krijtsteen uitgevoerd, heeft een hoogte van 29 meter. Het zware gebouw heeft een vierkante plattegrond en wordt door steunberen ondersteund. Op de top is een piramidevormige klokkentoren te zien met daarboven een lantaarn waarin de wachter zich bevond.
Het belfort wordt beklommen met een trap van 75 treden. Op de eerste verdieping bevindt zich de schepenzaal. Op de tweede verdieping bevindt zich de ruimte voor de stadswacht. Dezen moesten in geval van nood de alarmklok luiden.
In een der hoektorens bevond zich de gevangenis. Op de muren daarvan zijn nog 17e en 18e-eeuwse inscripties te lezen.
In de zaal van het vredegerecht, gebouwd in de 19e eeuw, zijn schilderingen van Albert Siffait de Moncourt te vinden, die taferelen uit het dagelijks leven van Rue en omgeving verbeelden.